# Johan Petersson (programledare)
För andra betydelser, se Johan Petersson.
Johan Fredrik Petersson, född 10 februari 1969 i Eriksfälts församling i Malmö, är en svensk komiker, skådespelare och programledare, tillika producent och programutvecklare.

## Biografi
Johan Petersson inledde sin karriär 1992–1993 som programledare för Disneyklubben tillsammans med Alice Bah Kuhnke och Eva Röse. 
1994–1995 medverkande Petersson tillsammans med Mia Ståhl Broborg och Nicke Wagemyr i Apolloteaterns uppsättning av Ståmatålmannen skriven av Uffe Larsson, Nicke Wagemyr och regissören Marianne Tedenstad i Täby Centrum. Pjäsen handlar om barnen Rutan och Palle och ett tandläkarbesök som övergår i en fantasi om tandtrollen Rötan och Plakke samt Ståmatålmannen som duellerar i en gigantisk mun.
Han hade aldrig sökt till någon scenskola men gick en sommarteaterskola 1996. Där lärde han känna Peter Settman, och via honom Fredde Granberg, och det ledde till framtida arbeten i TV-produktioner och delvis parallella karriärer.
I mitten av 00-talet skrev han tre ungdomsböcker, miniserien Den siste snapphanen för B. Wahlströms ungdomsböcker, han lade i det sammanhanget till en initial till sitt namn; Johan F. Petersson.
Han har även varit programledare för program som Hål i väggen (2008) och Jag vet vad du gjorde förra lördagen (2009).
Johan Petersson har gjort roller i Doktor Mugg där han spelade Kapten Filling och Klas Kent, Sörens kärleksskola, Bröderna Fluff, Hem till Midgård, Sagan om den snarkande Törnrosa samt fjorton andra samt reklamfilmerna Tulpanmysteriet och Halloj Holland med Peter Settman och Fredde Granberg. Sommaren 2008 gjorde han ett nät-tv-reseprogram för SJ där tittarna fick skicka in olika förslag om vad han skulle göra på sin resa genom Sverige. Petersson har även kommenterat motorsport i SVT, bland annat i programmet Race.
Mellan 2011 och 2015 medverkade han i humorprogrammet Partaj på Kanal 5 samt i spinoffen Café Bärs som hade premiär 2013. På Kristallengalan 2012, 2013 och 2015 vann Partaj Kristallen för Årets humorprogram. 
Han medverkade i familjefilmen Hotell Gyllene Knorren – filmen (2011). År 2017 hade han en huvudroll som pappan i Maria Bloms familjefilm Monky. Sommaren 2018 spelade han fars i uppsättningen DubbelTrubbel på Krusenstiernska teatern i Kalmar.

## TV och filmografi (i urval)
- 1992–1993 – Disneyklubben (TV-serie)
- 1997 – Sören (TV-serie)
- 1997 – Bröderna Fluff (TV-serie)
- 2001–2005 – Doktor Mugg (TV-serie)
- 2003–2004 – Hem till Midgård (TV-serie)
- 2004 – Kött på benen (TV-serie)
- 2011–2015 – Partaj (TV-serie)
- 2013 – Café Bärs (TV-serie)
- 2014 - Bastuklubben (TV-serie)
- 2018–2021 – Helt perfekt (TV-serie)

## Teater

### Roller (ej komplett)
| År   | Roll      | Produktion                   | Regi       | Teater                 |
| ---- | --------- | ---------------------------- | ---------- | ---------------------- |
| 2018 | Sven-Erik | DubbelTrubbel Marc Camoletti | Pär Nymark | Krusenstiernska gården |